# Marc Evans (Regisseur)

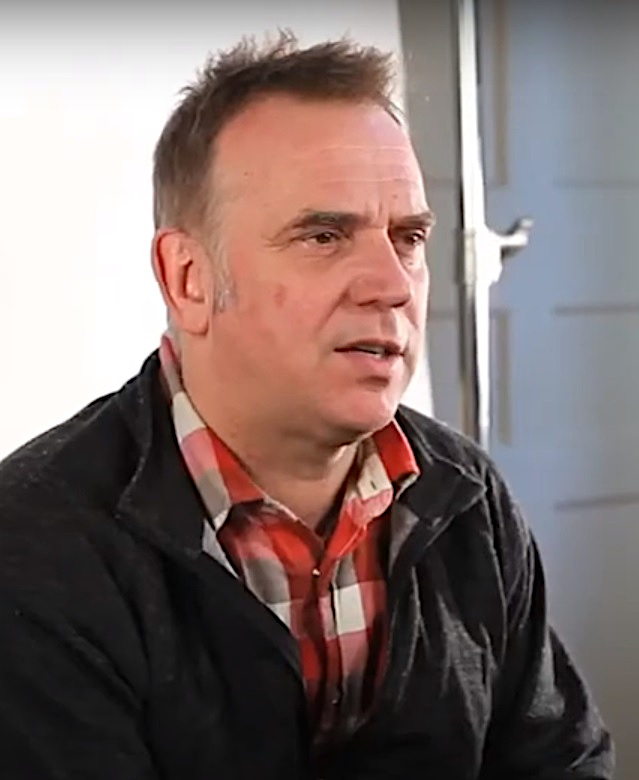
Marc Evans (2012)

Marc Evans (* 1963) ist ein britischer Regisseur.

## Leben
Der aus Wales stammende Regisseur drehte Filme in Walisisch, Französisch und Englisch. Während seine Filme Resurrection Man, Unsichtbare Augen und Traumata Thriller bzw. Horrorfilme sind, ist seine Regiearbeit Der Geschmack von Schnee, mit Alan Rickman und Sigourney Weaver in den Hauptrollen, ein Beziehungsdrama. Der Geschmack von Schnee eröffnete die Internationalen Filmfestspiele Berlin 2006. 
Außerdem ist Evans für verschiedene Fernsehformate tätig und inszeniert Dokumentationen.

## Filmografie (Auswahl)
- 1990: The Gift
- 1991: Le jeu du roi
- 1992: Friday on My Mind
- 1993: Thicker Than Water
- 1994: Ymadawiad Arthur
- 1994: Master of the Moor
- 1995: Der Preis der Unsterblichkeit (Bliss)
- 1997: House of America
- 1998: Resurrection Man
- 2000: Beautiful Mistake
- 2002: Unsichtbare Augen (My Little Eye)
- 2004: Traumata (Trauma)
- 2004: Dal: Yma/Nawr
- 2006: Der Geschmack von Schnee (Snow Cake)
- 2008: In Prison My Whole Life
- 2010: Patagonia
- 2012: Hunky Dory
- 2013: Inspector Mathias – Mord in Wales (Hinterland), Episode 1.1
- 2015: Safe House Staffel 1
- 2019: Manhunt, TV-Serie, 3 Episoden
- 2020: The Pembrokeshire Murders, TV-Serie